# 1519
Cette page concerne l'année 1519  du calendrier julien.
L'année 1519 est une année commune qui commence un samedi.

## Événements

### Amérique: Cortés au Mexique
- 10 février : l'escadre de Hernán Cortés quitte le port de Trinidad à Cuba (c'est le point de départ de la conquête de l'Empire aztèque, achevée en 1521)
- 5 mars : Cortés débarque au Yucatán[1], dans l'île de Cozumel.
- 12 mars : Cortés débarque à l'embouchure du rio Grijalva
- 14 mars : bataille de la Centla entre Cortés et les Mayas locaux, qui sont vaincus
- 21 avril : Cortés débarque sur l'île San Juan de Ulúa, puis à l'emplacement de l'actuelle Veracruz où il fonde le premier établissement espagnol au Mexique[2] Villa Rica de la Vera Cruz.
- 31 août- 23 septembre : Cortés est victorieux du royaume de Tlaxcala dont il se fait un allié contre les Aztèques[3].
- 8 novembre : Cortés gagne Tenochtitlán, la capitale aztèque où l’empereur Moctezuma II (1466-1520) reconnaît la suzeraineté de Charles Quint[4].

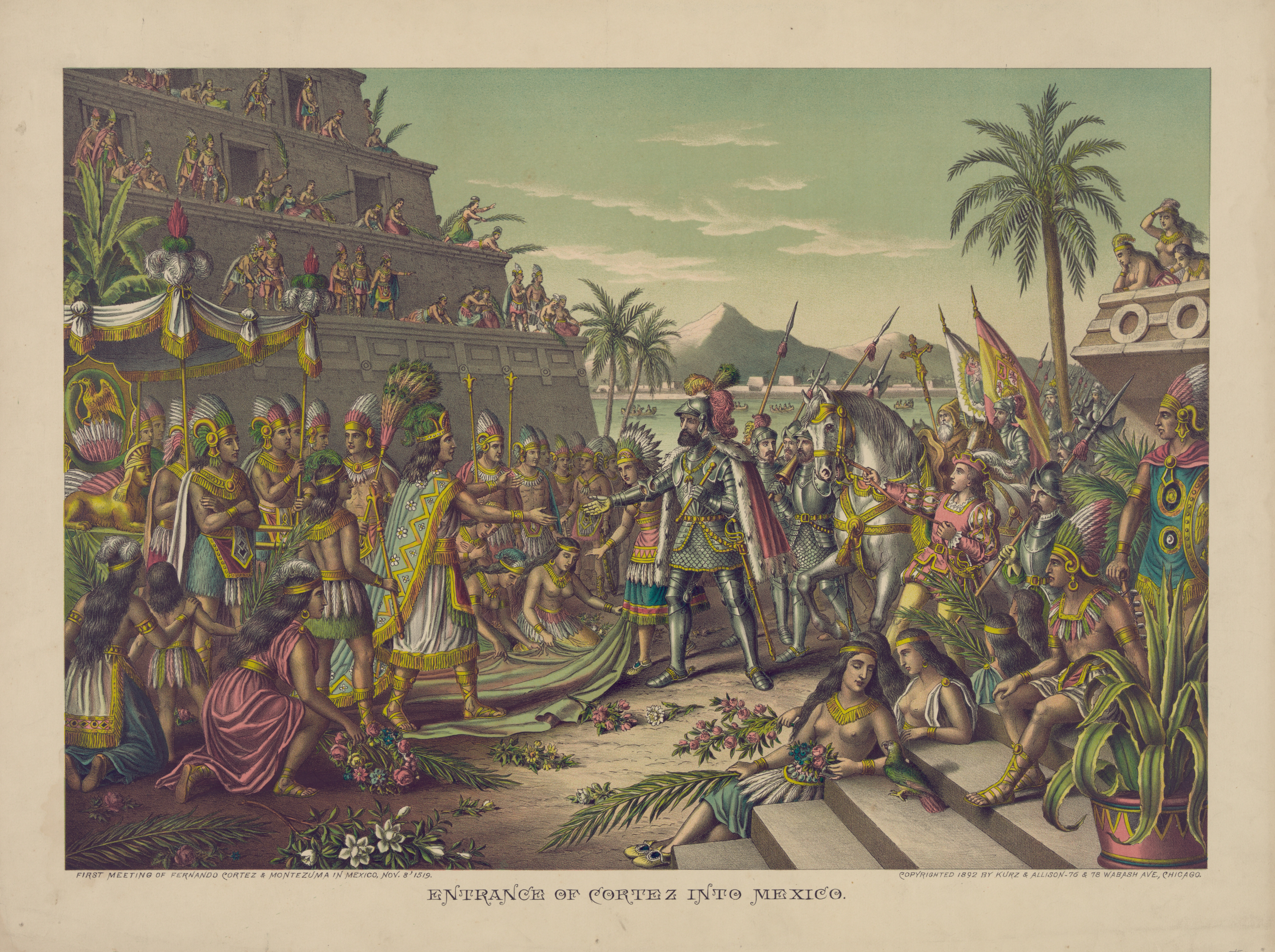
8 novembre : Cortés entre à Tenochtitlán.

### Autres découvertes
- Avril-juillet : Alonso Álvarez de Pineda explore les côtes Nord et Ouest du golfe du Mexique jusqu’au Río Pánuco. Il arrive à Veracruz le 1er août[5]. On doit renoncer à l’espoir de trouver un passage vers le Pacifique dans cette région.
- 15 août : la première ville de Panama est fondée par les Espagnols de Pedro Arias Dávila[6]. Détruite le 28 janvier 1671 après la bataille de Mata Asnillos, elle est reconstruite le 21 janvier 1673 à 8 km au Sud-Ouest, dans un lieu mieux protégé et plus sain qui deviendra l'actuelle ville de Panama.
- 20 septembre, Sanlúcar de Barrameda : départ de l'expédition de Fernand de Magellan, navigateur portugais au service de l’Espagne, chargé de découvrir un passage de l'océan Atlantique vers l'Asie (achevée en 1522)[7].

### Asie, Afrique
- 8 septembre : Bâbur quitte Kaboul pour sa seconde campagne vers l'Inde (fin en 1520)[8].

- Disettes et épidémies au Maroc (fin en 1521)[9].

- Corée : troisième purge des sarim dans le royaume Chosŏn[10].

### Europe
- 1er janvier : Ulrich Zwingli commence à prêcher la réforme à Zurich[11].
- 26 février : Charles Quint réunit les Cortes de Catalogne à Barcelone (fin en janvier 1520). Il reçoit le serment d'allégeance le 16 avril, conjointement avec sa mère[12].

- 23 avril : l’humaniste catholique réformiste Poul Helgesen (da) prend la tête du collège des Carmes à Copenhague, voué aux études théologiques et à l’exégèse[13].

- 4 mai : le cardinal Jules de Médicis, légat du pape Léon X, gouverne Florence à la mort de Laurent II de Médicis (fin en 1523)[14].
- 13 mai et 13 juin : premières dénonciations à l'Inquisition des Alumbrados à Tolède et à Guadalajara[15]. L'hérésie des Alumbrados (Illuminés) en Nouvelle-Castille, dans le milieu des criados[16] de la famille Mendoza, à Guadalajara, est animée par Isabelle de la Cruz, franciscaine et Pedro Ruiz de Alcaraz, d’origine converse (1519-1529)[17].

- 27 juin-16 juillet : dispute de Leipzig[18]. Le vice-chancelier de l’université d’Ingolstadt, Johann Eck, critique les thèses de Luther sur les indulgences (4 juillet)[19].

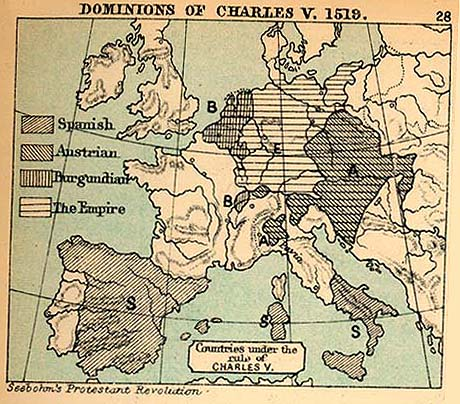
Les territoires dominés par Charles Quint en Europe en 1519.

- 28 juin : Charles Quint est élu empereur du Saint-Empire romain germanique contre François Ier, grâce au financier Jacob II Fugger (fin de règne en 1556)[20]. L’élection de Charles de Gand à l’empire (850 000 florins rhénans) est financée par Jacob Fugger et Welser, banquiers d’Augsbourg (80 %), Gênes (15 %) et Florence (5 %). François Ier, qui briguait le titre, a dépensé vainement 400 000 couronnes, mais s'était désisté formellement le 18 juin[21].

- 7 août : début de la rébellion des Germanías dans le royaume de Valence, révolte antifiscale et anti-seigneuriale. Les milices urbaines levées pour résister aux raids musulmans massacrent les conversos, musulmans convertis au christianisme qui fournissent l’essentiel de la main-d’œuvre des seigneurs de la ville (fin en 1523)[22].
- 10 août : départ de Fernand de Magellan à la recherche d'une route maritime entre l'Espagne et l'Asie de l'Est à travers les Amériques et l'océan Pacifique, avec cinq navires et un total de 237 hommes de toutes origines, depuis le port de Séville en Espagne. Il a reçu du roi d'Espagne, Charles Quint, mission de trouver une route occidentale vers les îles à épices, les Moluques. Après la mort de Magellan aux Philippines, cette expédition sera achevée, en poursuivant vers l'ouest, par l'espagnol Juan Sebastián Elcano, bouclant ainsi la première circumnavigation de l'histoire.

- 28 décembre : Albert de Brandebourg-Ansbach, grand maître des chevaliers Teutoniques, après avoir recherché l’alliance de la Russie, refuse de prêter hommage au roi Sigismond Ier de Pologne, qui lui déclare la guerre. Un armistice de quatre ans est conclu le 5 avril 1521[23]. Profitant de la trêve, il se rend en Allemagne où il rencontre Luther (juin 1523) qui lui conseille de transformer les biens de l'ordre (Ordenstaat) en un duché séculier.

- Le grand-maître de l’ordre Teutonique Albert de Brandebourg propose à Vassili III de Russie de se joindre à la ligue anti-turque. Vassili refuse[24].

- Le pape Léon X veut réformer l'inquisition espagnole, en suspendant les inquisiteurs en fonction, en soumettant leur choix à l'approbation du Saint-Siège et en procédant à un examen des nouveaux inquisiteurs tous les deux ans ; Charles Quint refuse de limiter les pouvoirs du Saint-Office et empêche la publication des trois brefs donnés à ce sujet[25].

## Naissances en 1519
- 18 janvier : Isabelle Jagellon, épouse de Jean Szapolyai et mère de Jean Sigismond Szapolyai († 15 septembre 1559).

- 5 février : René de Chalon, prince d'Orange, comte de Nassau et seigneur de Bréda († 15 juillet 1544).
- 15 février : Pedro Menéndez de Avilés, noble et marin espagnol qui fut corsaire, puis amiral († 17 septembre 1574).
- 16 février : Gaspard II de Coligny, amiral de France et homme politique huguenot († 24 août 1572).
- 24 février : François de Lorraine, duc de Guise, homme d'État français

- 22 mars : Catherine Willoughby de Eresby, aristocrate anglaise de la cour des rois Henri VIII, Édouard VI et de la reine  Élisabeth Ire († 19 septembre 1580).
- 23 mars : Guillaume Bailly, président en la Chambre des comptes, comte de La Ferté-Aleps, abbé de l’abbaye de Bourgueil en mai 1582 († 28 mai 1582).
- 31 mars : Henri II, roi de France († 10 juillet 1559).

- 13 avril : Catherine de Médicis, reine de France († 5 janvier 1589).

- 19 mai : Bertrand d'Argentré, juriste et historien breton († 13 février 1590).
- 27 mai : Girolamo Mei, historien et helléniste italien († 1er juillet 1594).

- 6 juin : Andrea Cesalpino, philosophe, médecin, naturaliste et botaniste italien († 23 février 1603).
- 12 juin : Cosme Ier de Toscane, personnalité politique, duc de Florence et premier grand-duc de Toscane († 21 avril 1574).
- 23 juin : Bécan, de son nom latinisé complet Johannes Goropius Becanus, né Jan Gerartsen van Gorp, humaniste et médecin († 28 juin 1572).
- 26 juin : Théodore de Bèze, théologien protestant († 13 octobre 1605).

- 2 juillet : François de Noailles, protonotaire, ambassadeur de France à Venise, Londres, Rome et Constantinople († 1585).
- 15 juillet : Henry FitzRoy, 1er comte de Nottingham et 1er duc de Richmond et Somerset († 23 juillet 1536).
- 20 juillet : Innocent IX, pape italien († 31 décembre 1591).

- 23 septembre : François de Bourbon-Condé, comte d'Enghien († 23 février 1546).

- 9 novembre : Ogasawara Nagatoki, samouraï et daimyo de la province de Shinano à l'époque Sengoku († 17 avril 1583).

- Date précise inconnue :
  - Uluç Ali Paşa, « renégat » italien, devenu sujet, puis officier corsaire de l'Empire ottoman († 21 juin 1587).
  - Giovanni Maria Barbieri, philologue italien († 1574).
  - Date Harumune, daimyo japonais de l'époque Sengoku († 12 janvier 1578).
  - Ambrogio Di Negro, soixante-quinzième doge de Gênes († août 1601).
  - Philippe du Bec, homme d'Église français, évêque de Vannes, évêque de Nantes et archevêque de Reims († 10 janvier 1605).
  - Mary FitzRoy, duchesse anglaise de la période Tudor († 7 décembre 1557).
  - Jacques du Fouilloux, gentilhomme du Poitou († 1580).
  - Carlo Grassi, cardinal italien († 25 mars 1571).
  - Giannotto Lomellini, doge de Gênes († 1574).
  - Ikeda Nagamasa, commandant samouraï de l'époque Sengoku († 10 juin 1563).
  - Imagawa Yoshimoto, daimyo de la province de Suruga pendant la période Sengoku († 12 juin 1560).
  - Iwanari Tomomichi, samouraï, vassal du clan Miyoshi († 29 août 1578).
  - Kanō Shōei, peintre japonais de l'école de peinture Kanō († 24 novembre 1592).
  - Hugolin Martelli, prélat et humaniste italien († 1er novembre 1592).
  - Bernard Gilles Penot, alchimiste français († 1617).
  - François Roaldès, juriste et professeur à l'université de Cahors († 1589).
  - Pierre de Saint-Julien de Balleure, historien bourguignon († 1593).
  - Edwin Sandys, ecclésiastique anglican († 1588).
  - Giovanni Antonio Serbelloni, cardinal italien († 18 mars 1591).

## Décès en 1519
- 12 janvier : Maximilien Ier du Saint-Empire
- 21 janvier : Vasco Núñez de Balboa.
- 2 mai : Léonard de Vinci, peintre, sculpteur, architecte et ingénieur italien.
- 24 juin : Lucrèce Borgia, noble italienne de la Renaissance.
- 11 août: Johann Tetzel, dominicain dont la défense du trafic d'indulgences dérange.
- 10 septembre : John Colet, théologien anglais (° 1467).
- 30 novembre : Michael Wolgemut, peintre, dessinateur et graveur sur bois allemand (° 1434).
- Vers 1519 :
  - Giovanni Agostino da Lodi, peintre italien (° 1470).
  - Ambrosius Holbein, peintre, dessinateur et graveur allemand (° vers 1494).